# Long Duration Exposure Facility
O Long Duration Exposure Facility, ou somente LDEF; também podendo ser interpretado como Aparelho de Longa Duração à Exposição é um conjunto de 57 experiências da NASA colocadas na órbita da Terra para estudar os efeitos da exposição de uma espaçonave ao ambiente espacial. Posto em órbita em 7 de abril de 1984 pela STS-41-C Challenger, seu recolhimento estava previsto para o ano seguinte. Contudo, os diversos atrasos no programa do ônibus espacial, fizeram com que a recuperação do aparelho ocorresse somente em janeiro de 1990.

## Inserção
O fato de disponibilizar uma carga útil de ferramentas para estudo do ambiente de detritos permite um enorme potencial com relação às análises que podem ser realizadas. Deixar um conjunto de experiências no espaço de forma planejada, com o uso do ônibus espacial para colocar tal experimento em órbita e recuperá-lo mais tarde; de forma a permitir estudos de medidas na Terra, foi o escopo inicial do projeto do LDEF. O Projecto foi aprovado em 1974.
Engenheiros supunham que a primeira missão duraria pouco mais que um ano, e que a maioria das missões de longa duração à exposição usariam as mesmas instalações. A estrutura na verdade foi usada por uma única missão de 5,7 anos.
Cinquenta e sete experimentos científicos e tecnológicos, envolvendo investigadores governamentais e universitários dos Estados Unidos, Canadá, Dinamarca, França, Irlanda, Holanda, Suíça e o Reino Unido estão a bordo da missão do LDEF. Tais experiências também incluíam sub-experimentos adicionais examinaram:
- materiais, revestimento e sistemas termais
- Potência e Propulsão de naves espaciais
- Ciência
- eletrônica e óptica

LDEF foi construído no Langley Research Center da NASA .

## Recuperação
Quando do lançamento do LDEF, a recuperação do dispositivo foi agendada para 9 de março de 1985, onze meses após a inserção do mesmo na órbita da Terra. O Calendário atrasou, adiando a missão de recuperação para 1986, inicialmente, então, novamente adiado após o desastre com o Challenger. Foi finalmente recuperado pelo ônibus espacial Columbia em 12 de janeiro de 1990. O Columbia se aproximou do LDEF de maneira que pudesse minimizar a contaminação do mesmo com o empuxo da descarga do ônibus. Enquanto o LDEF ainda era preso ao braço robótico, uma extensiva inspecção fotográfica de 4,5 horas foi realizada, de forma a incluir fotografia de cada bandeja de experimentos, bem como áreas mais abrangentes. O Columbia pousou na Base de Edwards, em 20 de janeiro de 1990.